# USS Roi (CVE-103)
USS Roi (CVE-103) – amerykański lotniskowiec eskortowy typu Casablanca, który w końcowym okresie II wojny światowej wchodził w skład floty Marynarki Wojennej Stanów Zjednoczonych. Został odznaczony jedną battle star za udział w wojnie na Pacyfiku.
W czasie wojny pełnił zadania głównie transportowe i zaopatrzeniowe.
Po wojnie brał udział w operacji Magic Carpet.